# Manhattan Hill
Manhattan HIll (en chino tradicional, 曼克頓山) es un complejo residencial privado localizado en el Lai Chi Kok distrito de Kowloon en Hong Kong, sitio ocupado anteriormente por el depósito de autobuses de Kowloon Motor Bus de Lai Chi Kok. El complejo consta de cinco torres. Las torres 1 y 2, las cuales están interconectadas entre sí, tienen 51 pisos; mientras que las torres 3, 5 y 6 tienen 49 pisos. La altura de las torres 1 y 2 es 193 metros y del resto de torres 186 metros de altura. El complejo entero fue desarrollado por Sun Hung Kai Properties y fue completado en enero de 2007.

## Edificios del complejo
| Nombre             | Nombre chino       | Altura (m) | Cuenta de piso |
| ------------------ | ------------------ | ---------- | -------------- |
| Manhattan Hill 1-2 | 曼克頓山第一至二座 | 193        | 51             |
| Manhattan Hill 3   | 曼克頓山第三座     | 186        | 49             |
| Manhattan Hill 5   | 曼克頓山第五座     | 186        | 49             |
| Manhattan Hill 6   | 曼克頓山第六座     | 186        | 49             |